# Jens Thalmann
Jens Thalmann   (Chemnitz, 6 de novembre de 1963) és un antic pilot d'enduro alemany que va destacar en competició durant la dècada del 1980, en què va guanyar un Trofeu i un vas d'argent als Sis Dies Internacionals (ISDE) amb la selecció de la RDA. Fugit a la RFA el 1988, va passar a competit en motocròs i en va dirigir alguns equips.

## Carrera esportiva
Thalmann va començar a competir en enduro el 1980 enquadrat dins l'equip de la GST (Gesellschaft für Sport und Technik, "Associació per als Esports i la Tecnologia") del VEB Motorradwerk Zschopau. Ja el primer any va ser el millor de la RDA a la categoria d'iniciació de 175 cc, de manera que l'any següent va ascendir a la categoria superior en 500 cc. A meitat de temporada va canviar a l'equip MC Simson Suhl i l'any següent va entrar l'equip de fàbrica de Simson. El 1984 va ser subcampió d'Europa i de la RDA de 80 cc i va formar part de l'equip de la RDA que guanyà el Vas d'argent als ISDE. El 1985 va repetir el subcampionat de la RDA i va ser tercer al Campionat d'Europa. Als ISDE d'Alp va ser membre de l'equip del Trofeu. Els anys 1986 i 1987 va tornar a ser subcampió de la RDA. El 1987, de nou com a membre de l'equip de la RDA, va guanyar el Trofeu als ISDE de Jelenia Góra, Polònia.
L'estiu de 1988, Jens Thalmann va fugir de la RDA i va passar a la República Federal d'Alemanya. Tot seguit va posar fi a la seva carrera esportiva i es va dedicar, entre altres coses, a fer d'instructor de l'equip júnior de motocròs de l'ADAC, on hi havia Pit Beirer. Més tard va tenir cura dels pilots de l'equip Honda Sarholz Collin Dugmore, Darryl Edkins, Mike Jones i Tom Carson. Actualment, regenta un taller de vehicles de motor a Harzgerode i segueix competint en curses de motocròs per a veterans. Entre el 2006 i el 2008 en va guanyar tres campionats en la categoria Sènior.